# 이원홍 (1889년)
이원홍(李源弘, 1889년 1월 7일 ~ 1927년 2월 1일)은 대한제국의 교육자, 일제강점기의 기업인이다. 본관은 우계이다. 경기도 포천 출신.
1909년(융희 3년) 관립한성사법학교 강습과를 제1기로 졸업, 교원에 임용됐다. 1909년 공립보통학교 부훈도에 임명되어 파주광흥보통학교, 1910년 2월 공립파주보통학교(파주초등학교의 전신)에서 공립소학교 부훈도로 교편을 잡았다.
1912년 동양생명보험주식회사 영업 찬조원, 1920년 서울호텔 취체역, 1921년 주식회사 서울사 취체역을 역임했고, 경성제피 주식회사 취체역이자 대주주였다.

## 생애

### 초기 활동
1889년(고종 16) 1월 7일에 태어났으며, 아버지는 이교선이고, 어머니는 안동추씨(安東秋氏)로 추희결(秋羲結)의 딸이다. 경기도 포천군 일동면 기산리, 후일의 포천시 일동면 기산리 출신이다. 형제로는 친 동생은 통사랑을 지낸 이원백, 이복 동생은 강화군수, 김포군수를 지내고 해방 후 서울특별시의회 시의원을 역임한 이원찬(李源讚)이다. 그밖에 이름이 전하지 않고 1930년에 사망한 이복 동생이 1명 더 있다.
숙종 때 광주 경안역찰방, 호군을 지낸 이상우의 8대손, 의관(醫官) 이희헌의 12대손이다. 15대조 이지방과 14대조 이광식, 종13대조 이전, 이용은 모두 무관 군인으로 활동했다. 8대조 이상우가 먼 친척 이영구의 양자로 입양되면서 경기도 광주군 낙생면 대장리에서 경기도 포천군 이동면 장암리로 이주, 이후 대대로 포천에 거주해왔다. 자(字)와 호(號)는 모두 미상이다.
6대조 이성석이 포천 일동에서 한성부 북부로 이주했고, 5대조 이한운이 다시 서울 종로구 세심대 근처로 이사해왔다.
관립한성사법학교 강습과(官立漢城師範學校講習科)에 입학, 1909년(융희 3) 관립한성사법학교 강습과를 제1회(第一回)로 졸업하였다.

### 공립 보통학교 교원 재직
1909년(순종 3) 음력 윤달 2월 18일(양력 4월 8일) 학부로부터 공립 보통학교 본과 부훈도(公立普通學校本科副訓導)에 임명되었다. 같은 날 공립보통학교 본과 부훈도(公立普通學校本科副訓導) 서판임관 4등(敍判任官四等)에 임명되었다. 같은 날 급 7급봉(給七級俸) 호봉을 받았다. 5월 15일 학부(學部)에서 관립한성사법학교 졸업생에게 교원 자격증을 부여하고 강습과 1회 졸업생 31인에게 보통학교 본과 부훈도 허장(普通學校本科副訓導許狀)을 수여할 때 부훈도 허장(副訓導許狀)을 수여받았다.
1909년 4월 8일 공립보통학교 본과 부훈도(公立普通學校本科副訓導) 서 판임관 4등(敍判任官四等)에 임명되었다.
1909년 4월 8일 공립보통학교 본과 부훈도(公立普通學校本科副訓導)로 파주군 사립광흥보통학교(坡州郡 私立光興普通學校) 근무를 명 받았다. 5월 26일 다시 파주 사립광흥보통학교 근무를 명받았다. 8월 31일 다시 파주군 사립광흥보통학교로 발령되었다.
1910년(융희 4년) 2월 26일 학부의 인사발령에 의해 공립보통학교본과부훈도(公立普通學校本科副訓導)로 공립파주보통학교(公立坡州普通學校)로 부임하였다. 급 5급봉(給五級俸)을 받았다.

### 생애 후반
1912년 동양생명보험주식회사 영업 찬조원이 되어 그해 5월 15일 경기도 개성부로 가 수십여명의 회원을 모집하였다. 찬조원의 열심으로 수십명의 회원이 모집된 것이 매일신보에 보도되었다.
1920년 5월 12일 경성부 남대문통 1정목 22번지에 설립된 서울호텔에 입사, 오상은(吳尙殷)과 함께 서울호텔 공동 취체역이 되었다. 당시 그는 경성부 관철동 172번지에 거주하고 있었다. 1921년 1월 11일 주식회사 서울사 취체역이 되었다. 5월 5일 경성제피주식회사(京城製皮株式會社)의 취제역이 되었다. 1921년 당시 경성제피 주식회사의 대주주의 한 사람으로, 경성제피 주식 100주를 보유 중이었다. 당시 그의 5촌 조카 이성근(李性根)도 경성제피 주식회사의 대주주의 한 사람으로, 경성제피 주식 100주를 보유하고 있었다. 이성근은 그의 백부 이원선(李元善)의 손자이다.
1927년 2월 1일 경성부 옥인동 1번지 동생 이원찬의 집에서 사망했다. 그의 집안 족보에는 몰년이 실전되었으나 매일신보 1927년 02월 01일자 1면 9단에 그의 부음 소식이 보도되었다. 그러나 사망 원인은 매일신보에 실리지 않았다.

### 사후
매장지는 알 수 없다. 이유는 알 수 없으나 1917년의 족보에 配만 나와 있고 성과 본관 기록이 없다. 1984년에 편찬된 그의 집안 족보에도 결혼 여부, 자녀 여부에 대한 기록이 없다.

## 같이 보기
- 이원찬
- 이원황
- 이민선

## 참고 문헌
- 승정원일기
- 대한제국 관보
- 조선총독부 관보
- 황성신문
- 매일신보